# Microprosthema
Microprosthema is een geslacht van kreeftachtigen uit de klasse van de Malacostraca (hogere kreeftachtigen).

## Soorten
- Microprosthema emmiltum Goy, 1987
- Microprosthema fujitai Saito & Okuno, 2011
- Microprosthema granatense Criales, 1997
- Microprosthema inornatum Manning & Chace, 1990
- Microprosthema jareckii Martin, 2002
- Microprosthema looensis Goy & Felder, 1988
- Microprosthema lubricum Saito & Okuno, 2011
- Microprosthema manningi Goy & Felder, 1988
- Microprosthema personatum Jiang & Li, 2014
- Microprosthema plumicorne (Richters, 1880)
- Microprosthema scabricaudatum (Richters, 1880)
- Microprosthema semilaeve (von Martens, 1872)
- Microprosthema takedai Saito & Anker, 2012
- Microprosthema tortugasensis Goy & Martin, 2013
- Microprosthema validum Stimpson, 1860